# Osiek Drawski
Osiek Drawski – je selo u Poljskoj. Nalazi se u Zapadnopomeranskom vojvodstvu,  u općini Wierzchowo.
Naselje sada ima 365 stanovnika.